# نگیا
نگیا(عبری: נגיעה به معنی تماس) حکم هلاخا یهودی است که بر اساس آن تماس بدن زن یا مرد بیگانه (به جز همسر، فرزندان و والدین یا خویشاوندان نزدیک) ممنوع گشته‌است. ممنوعیت نگیاه نخستین بار در سفر لاویان نوشته شده‌است:
«از شما هیچ‌کس به احدی از اقربای خود به قصد کشف عورت نزدیکی ننماید، خداوند منم. - لاویان ۱۸:۶»
و آمده‌است:
«به همین‌طور با زنی به هگام جدائیش از حیض به خصوص کشف عورتش نزدیکی ننما- لاویان ۱۸:۱۹»
قوانین مربوط به نگیا، به تفصیل در شولحان عاروخ آمده‌است. مردان و زنان بیگانه از دست دادن با هم نیز منع گشته‌اند. در بین دین‌پژوهان معاصر، موشه فینشتاین مجموعهٔ پرسش و پاسخ‌های مربوط به نگیا را که به صورت مجموعه‌ای از فتاوا جمع‌آوری کرده‌است.

## چه تماسی ممنوع است؟
ابن میمون و شولحان عاروخ این ممنوعیت را بر «درآغوش کشیدن، بوسیدن، یا لذت بردن از تماس فیزیکی نزدیک» فرموله کرده‌اند. آنها نگفته اند که صرف تماس ممنوع است.
یونس گرونا نوشته "هر نوع نزدیکی گوشت ممنوع است، برای مثال [negiah] تماس با دست زن متاهل ".
در خصوص این پرسش که آیا همه تماس‌های محبت آمیز ممنوع است یا فقط تماس‌های شهوت آلود جنسی، خاخام آهارون لیشتنشتاین حکم کرد که حتی تماس محبت آمیز غیرجنسی ممنوع است. به هر روی، خاخام یهودا ینکین حکم کرد که تنها تماس جنسی ممنوع است یا اقلاً بنا بر شریعت کتاب مقدس این چنین است.
تماس ناخواسته مجاز است، مثلاً در یک اتوبوس یا قطار شلوغ.
بنا بر موشه فینشتاین، دو قانون مجزا زیربنای negiah هستند. قانون اول ممنوعیت تماس نزدیک با زنان ممنوع است. از آنجا فرض می‌شود زنان بالای ۱۱ سالگی شروع به چرخه زنانه می‌کنند، ممنوعیت negiah به همه زنان بالای آن سن اعمال می‌شود. قانون دوم موسوم به hirhur, شخص را از افکار نامناسب جنسی بازمی‌دارد. فاینشتاین اعمالی چون درآغوش کشیدن، بوسیدن و گرفتن دست دیگران را ممنوع می‌کند.